# Gabrielle Vijverberg
Gabrielle Vijverberg (22 mei 1968) is een Nederlandse voormalige atlete, die gespecialiseerd was in de lange afstand. Ze vertegenwoordigde Nederland bij verschillende internationale wedstrijden. 

## Loopbaan
Alhoewel Vijverberg verschillende medailles won op nationale kampioenschappen, won ze nimmer een Nederlandse titel bij de senioren.
Vijverberg was lid van de Beekse atletiekvereniging Caesar.

## Persoonlijke records
| Onderdeel      | Prestatie | Datum            | Plaats    |
| -------------- | --------- | ---------------- | --------- |
| 5 km           | 16.06     | 27 april 1997    | Hilversum |
| 10 km          | 33.06     | 2 april 1995     | Brunssum  |
| 15 km          | 54.29     | 21 november 2004 | Nijmegen  |
| 10 Eng. mijl   | 54.47     | 4 mei 1997       | Heerlen   |
| halve marathon | 1:12.26   | 29 maart 1998    | Den Haag  |

## Palmares

### 5000 m
- 1996: 5e Kerkrade Classic - 16.15,11

### 10.000 m
- 1996:  NK in Den Haag - 33.39,52

### 5 km
- 1997:  Nike Ladies Run in Hilversum - 16.06
- 2007:  Haagse Beemden Loop - 20.35

### 10 km
- 1995:  Parelloop - 33.06
- 1996:  Parelloop - 33.42
- 1996: 4e Liptonice Run in Noordwijk - 33.14
- 1996:  Coenecoop in Waddingzeen - 33.26
- 1997:  Parelloop- 33.39
- 1997:  Hapert - 33.39
- 1997: 4e Coenecoop Run in Waddinxveen - 33.12
- 1998:  Parelloop - 33.47
- 1998:  Stratenloop in Goirle - 35.15
- 2002:  Haagse Beemden Loop - 37.37
- 2004:  Haagse Beemdenloop - 36.35
- 2007:  Zwitserloot Dakrun- B Race in Groesbeek - 40.22
- 2008:  Haagse Beemdenloop - 39.25
- 2009:  Zwitserloot Dakrun- B Race in Groesbeek - 38.53

### 15 km
- 1994: 5e Zevenheuvelenloop - 51.17
- 1996:  Wolphaartsdijk - 50.24
- 1996: 4e Zevenheuvelenloop - 51.06
- 1997: 4e Hans Verkerk in Alphen aan den Rijn - 50.26
- 1997: 5e  Zevenheuvelenloop - 51.05

### 10 Eng. mijl
- 1994: 4e Telematica Run - 57.00
- 1995: 8e Dam tot Damloop - 55.15
- 1996:  Telematica Run - 55.17
- 1996:  Bridge to Bridge Run - 55.04
- 1997:  Telematica Loop - 54.47
- 1997: 7e Dam tot Damloop - 55.35

### halve marathon
- 1995: 31e WK in Montbeliard - 1:13.30
- 1998: 4e City-Pier-City Loop - 1:12.36
- 1999: 15e halve marathon van Egmond - 1:18.55

### veldlopen
- 1995: 53e EK - 15.10
- 1996:  NK in Tilburg - 20.55
- 1996: 54e WK in Stellenbosch - 21.54
- 1997:  NK in Apeldoorn - 21.33
- 1997: 61e WK in Turijn - 22.29
- 1997: 12e EK in Oeiras - 18.29
- 1998:  NK in Asten - 20.39